# هيرب ستيوارت
هيرب ستيوارت هو لاعب هوكي الجليد كندي، ولد في 30 مارس 1899 في برانتفورد في كندا، وتوفي في 12 يناير 1981.

## وصلات خارجية
- هيرب ستيوارت على موقع دوري الهوكي الوطني (الإنجليزية)
- هيرب ستيوارت على موقع قاعة مشاهير الهوكي (لاعب أن.إتش.أل) (الإنجليزية)
- هيرب ستيوارت على موقع EliteProspects.com (الإنجليزية)
- هيرب ستيوارت على موقع HockeyDB.com (الإنجليزية)